# Papilio pilumnus
Espèce
Papilio pilumnus ou Machaon tigré à trois queues est une espèce de lépidoptères (papillons) de la famille des Papilionidae. L'espèce est présente au Mexique, au Guatemala, au Salvador et dans le sud du Texas.

## Description

### Imago
À l'avers les ailes sont jaunes. Les ailes antérieures ont une marge extérieure noire, une bande noire près de la marge extérieure, laissant un liseré jaune entre les deux, deux bandes noires incomplètes, une autre bande noire complète et une base noire. Les ailes postérieures ont chacune trois queues, de taille croissante de l'angle tornal vers l'extérieur. Les ailes postérieures ont une base et une marge intérieure noire, une bande noire et une partie submarginale noire. Il y a une macule noire allongée entre la bande et la partie submarginale noire. Il y a des macules jaunes submarginales et un liseré noir le long du bord extérieur et inférieur de l'aile. L'angle tornal porte une ocelle formée d'un point noir avec une lunule bleue et cerné de rouge. Il y a également une série de lunules bleues irisées sur le noir de la partie submarginale et du rouge au-dessus et en-dessous de cette partie. 
Le revers est similaire à l'avers mais les couleurs sont plus pâles. Les lunules bleues des ailes postérieures sont plus grandes et il y a plus de rouge. 
Le corps est jaune avec du noir sur le dessus et des macules noires sur les flancs.

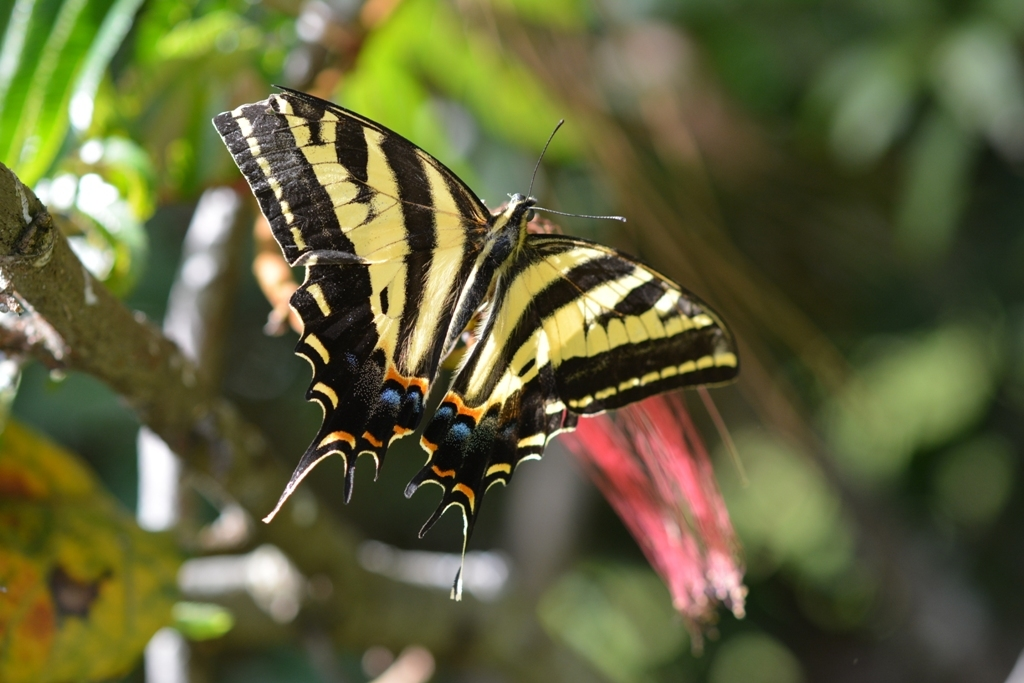
Papilio pilumnus vu de face
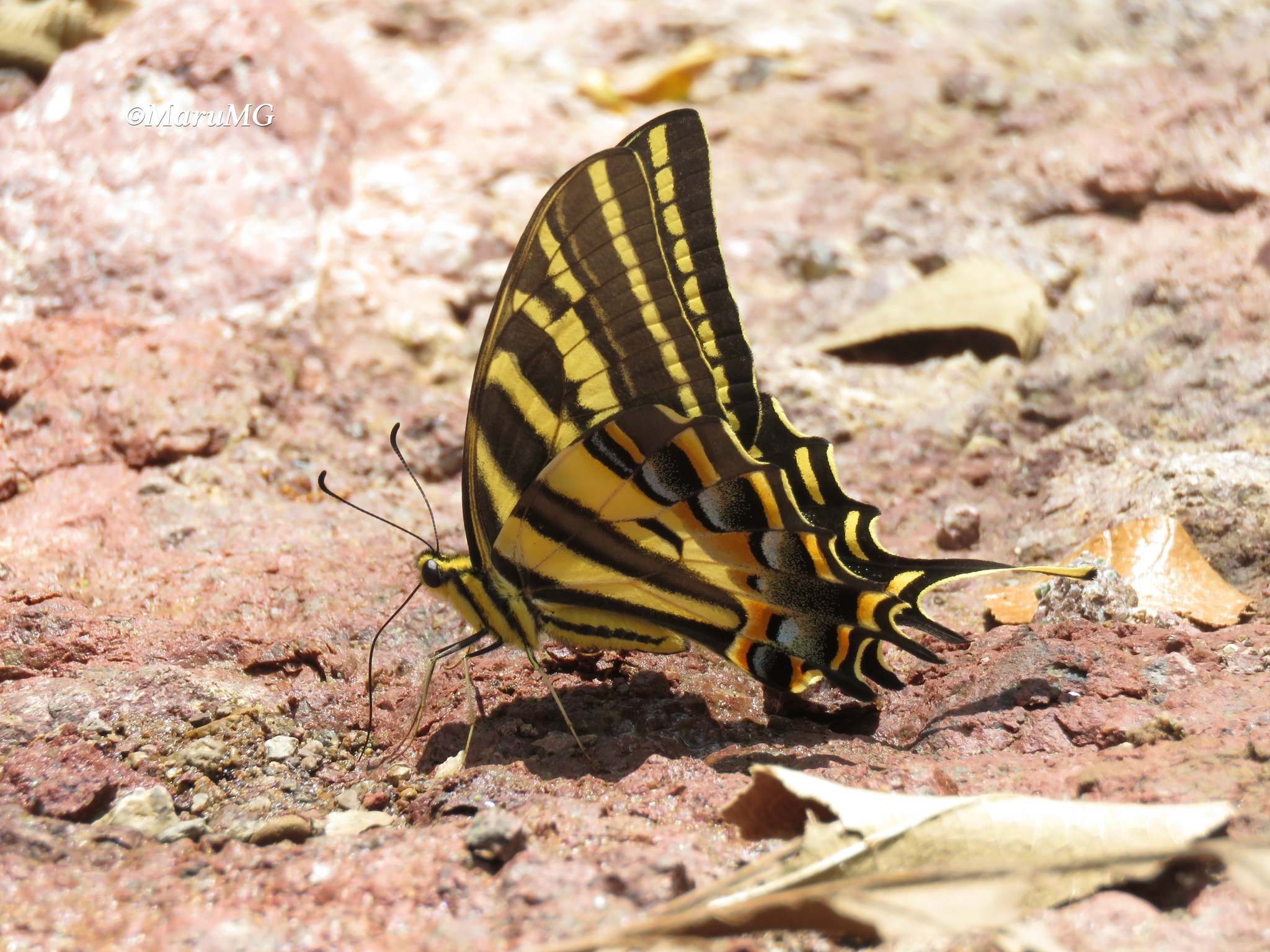
Papilio pilumnus vu de profil
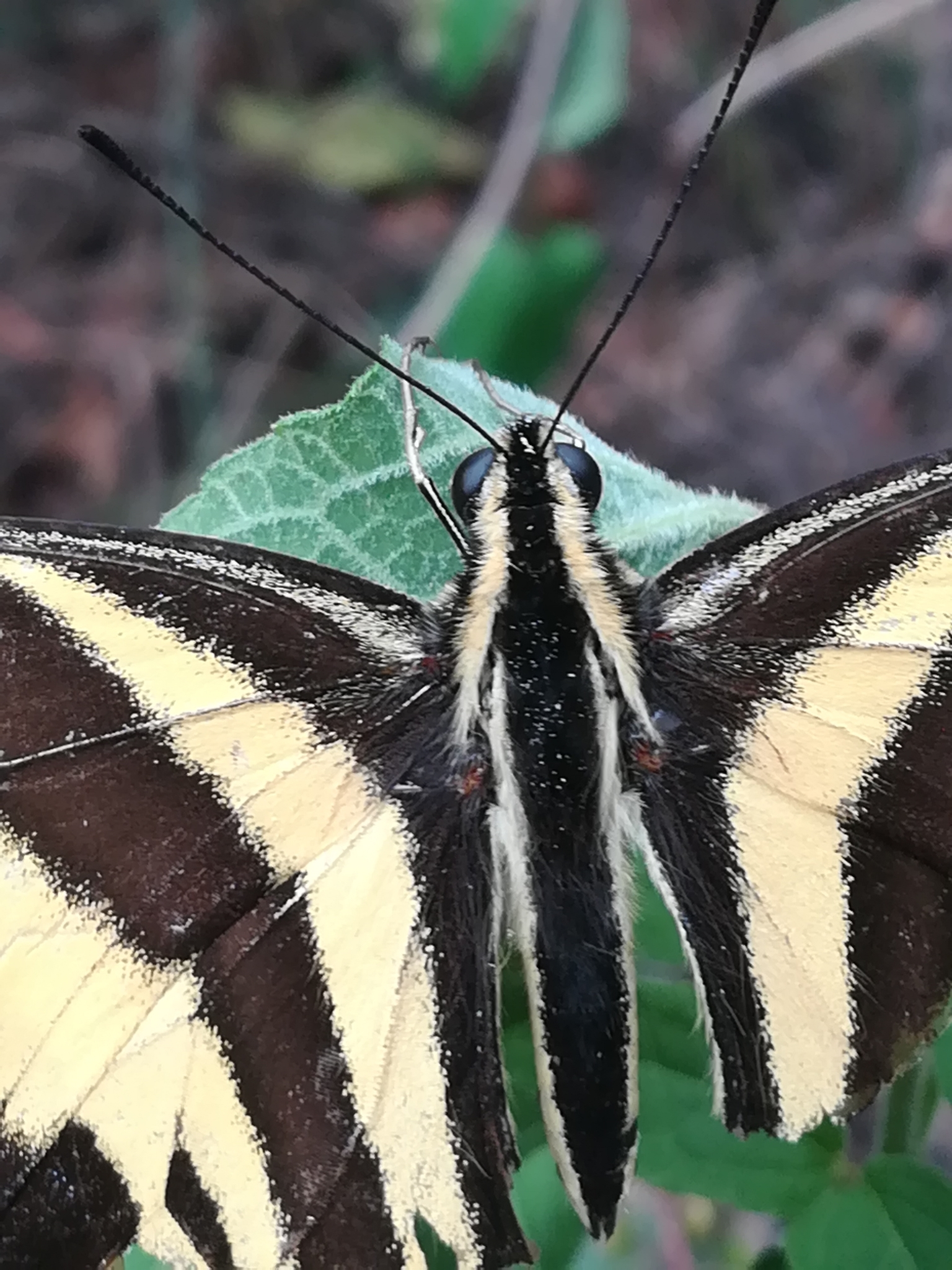
Vue rapprochée du corps

### Juvéniles
La chenille au dernier stade est verte. Le ventre et la tête sont orangés, la partie thoracique est renflée et porte une paire d'ocelles composées d'un ovale jaune avec deux points noirs, chacun avec une lunule plus claire.

## Écologie
La femelle pond ses oeufs sur des plantes du genre Litsea. Comme toutes les espèces de Papilionides les chenilles possèdent derrière la tête un osmeterium, organe fourchu qu'elles déploient pour faire fuir les prédateurs. À la fin du stade larvaire la chenille se change en une chrysalide attachée à son support par son cremaster et par une ceinture de soie.

## Habitat et répartition
Papilio pilumnus est présent au Mexique, au Guatemala, au Salvador; il s'aventure rarement dans le sud du Texas.

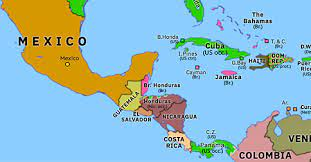
Carte de l'Amérique centrale

## Systématique
L'espèce Papilio pilumnus a été décrite pour la première fois en 1836 par Boisduval dans son Histoire naturelle des insectes, à partir d'un spécimen mexicain.

## Papilio pilumnuset l'Homme

### Nom vernaculaire
Papilio pilumnus est appelé "Three-tailed Tiger Swallowtail" en anglais.

### Menaces et conservation
Cette espèce n'est pas évaluée par l'UICN. Elle ne semble pas menacée mais est assez rare dans certaines parties de son aire de répartition, particulièrement à ses limites.